# Сесиль де Бо
Сесиль де Бо (Сесилия; 1230—1275) — графиня Савойи в браке с Амадеем IV. Она была дочерью Барраля I де Бо и его жены Сибиллы д’Андюз. В 1253—1259 годах — регент Савойи в период малолетства сына Бонифация.

## Биография

### Брак и дети
18 декабря 1244 года Сесиль стала второй супругой графа Савойи Амадея IV. У них было четверо детей:
- Бонифаций (1244—1263), граф Савойи (1253 — 7 июня 1263) правил под опекой своего дяди Томаса. Участвовал в неудачных для Савойи кампаниях во Фландрии и Савойе. Умер в Турине.
- Беатриса Савойская (1250 — 23 февраля 1292), жена (с 1258/68) Пьера Шалонского (?—1272/74) и (с 1274) дона Хуана Мануэля Кастильского (1234—1283); мать писателя дона Хуана Мануэля
- Элеонора Савойская, жена (с 1269) Гишара де Боже
- Констанция Савойская (умерла 14 января 1264)

### Регент
За год до смерти её муж составил завещание, в котором его брат Томас и Сесиль назывались регентами для Бонифация, наследника графства Савойя. Когда Томас умер в 1259 году, Сесиль продолжала оставаться регентом Савойи. Одним из первых её действий в этой роли было освобождение Сен-Жермен-сюр-Сиза от различных налогов в обмен на работу жителей по сопровождению путешественников через перевал Пети-Сен-Бернар. Как у регента у неё была своя печать для заверения документов. Под её регентством дяди Бонифация, Пьер II и Филипп I продолжали практику приобретения территорий и усиление влияния в окружающих регионах от имени графа.
- Сесиль де Бо (1660)